# 中德媒体使者
中德媒体使者（德語：Medienbotschafter China-Deutschland），是一个中国与德国之间记者交流的奖学金项目。该项目于2008年由德国罗伯特·博世基金会创立，并得到了德国前外交部部长弗兰克-瓦尔特·施泰因迈尔博士的支持。
通过该项目，罗伯特·博世基金会每年向年轻的中国和德国记者颁发十六份奖学金。获得奖学金的两国记者被邀请到对方国家逗留三个月。他们首先在与基金会合作的漢堡大學国际媒体中心，或北京清华大学参加为期一个月的培训课程，然后在对方国家的媒体（出版社、广播电台、电视台编辑部或网络媒体）继续为期两个月的实习。同时他们也作为驻外记者为本国媒体进行新闻报道。该项目的奖学金金额为每月1,200欧元。 
到目前为止，参加该奖学金项目的有来自新华社、《中国日报》、《环球时报》、中国国际广播电台、中央电视台和上海文广新闻传媒集团等中方媒体的记者，分别在德国《時代報》、《明星》杂志、汉堡晚报、RTL电视台等媒体实习。
“中德媒体使者” 奖学金记者交流项目的目标是，让中德两国记者了解对方国家及对方国家的媒体领域，通过在当地的亲身经历来加深对对方国家的理解，促进中德两国民族的交流和理解。
从2007年起，罗伯特·博世基金会把促进中德两国关系作为该基金会公益项目的一个工作重点。